# Kaliumoxide
Kaliumoxide is het oxide van kalium, met als brutoformule K2O. De stof komt voor als een hygroscopische, kleurloze tot witte vaste stof.

## Synthese
Kaliumoxide kan bereid worden door oxidatie van kalium met zuurstofgas:
{\displaystyle {\ce {4K + O2 -> 2K2O}}}
De verbinding kan ook bereid worden door reductie van kaliumperoxide of kaliumnitraat met metallisch kalium:
{\displaystyle {\ce {K2O2 + 2K -> 2K2O}}}
{\displaystyle {\ce {2KNO3 + 10K -> 6K2O + N2}}}

## Eigenschappen en reacties
De stof reageert hevig met water tot kaliumhydroxide:
{\displaystyle {\ce {K2O + H2O -> 2KOH}}}
Daardoor is kaliumoxide niet stabiel aan de lucht en ook corrosief voor de huid en ogen.

## Toepassingen
De stof wordt wel in plaats van lood(II)oxide gebruikt als toevoeging in kristalglas.
Omdat tot in de jaren 60 van de 20e eeuw de analyse van kaliumhoudende stoffen vooral betekende dat het aanwezige kalium werd omgezet in kaliumoxide, werd het gehalte vaak direct in het percentage kaliumoxide aangegeven. Het kaliumgehalte van kunstmest gebeurt nog steeds op deze manier.